# Tchien-che (modul vesmírné stanice)

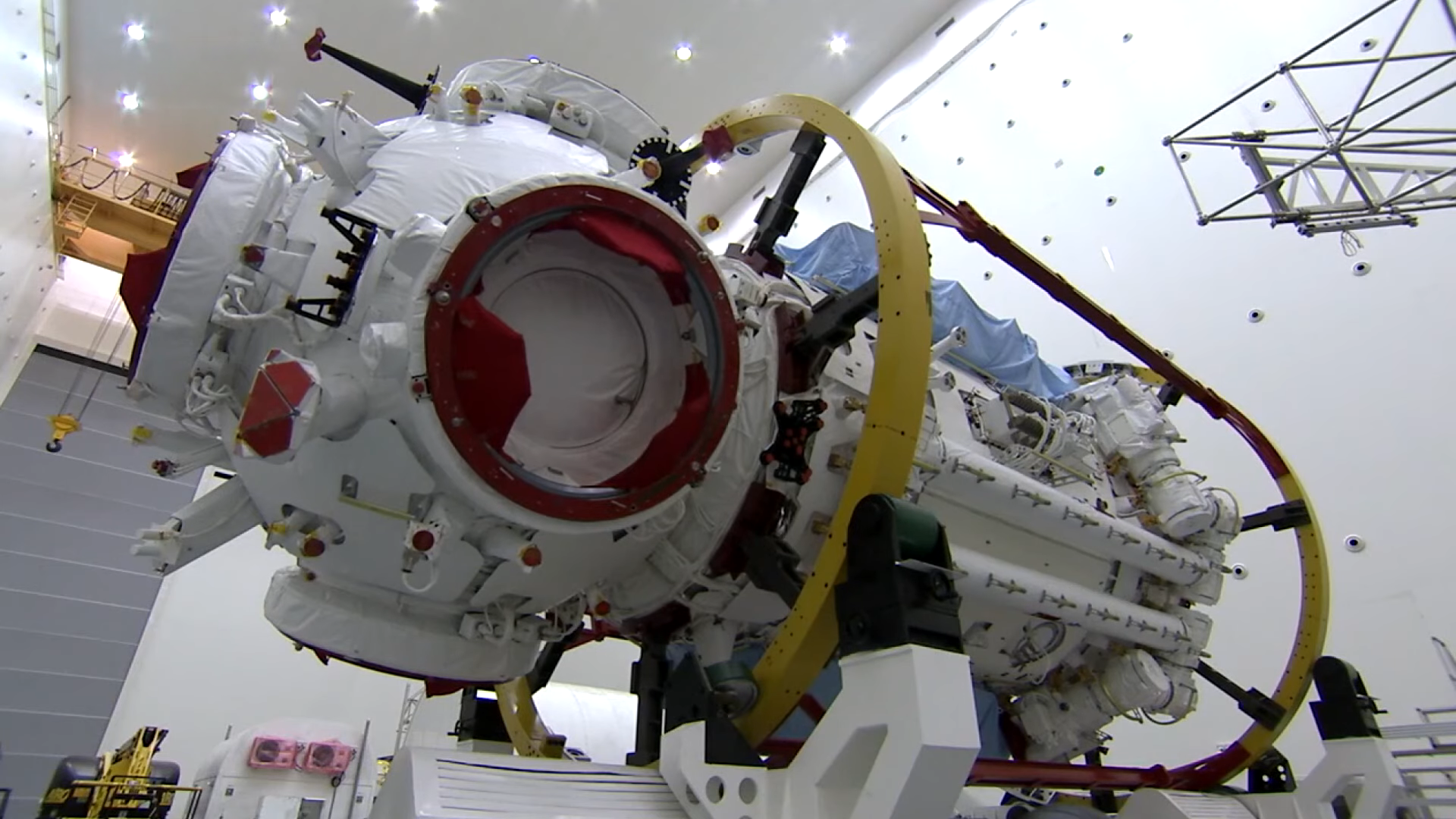

Tchien-che (čínsky pchin-jinem Tiānhé, znaky 天和; česky Nebeská harmonie; anglický přepis Tianhe) je první modul budované čínské Vesmírné stanice Tchien-kung (TSS), který byl vynesen do kosmu z kosmodromu Wen-čchang 29. dubna 2021.

## Modul
Modul váží 22,5 tuny, jeho celková délka je 16,6 metru a největší průměr 4,2 metry. Nosnou raketou byl vynesen na kruhovou, tzv. nízkou oběžnou dráhu ve výšce 380 km se sklonem 41,5 stupně k rovníku. 
Tchien-che poskytuje obytný prostor pro tři členy posádky s kuchyňkou a toaletou. Objem vnitřního prostoru je zhruba 50 metrů krychlových, po doplnění dvou vědeckých modulů dosáhne asi 110 m3). Vedle toho modul Tchien-che zajišťuje pohon, navádění, navigaci a řízení orientace, protipožární ochranu, zpracování a kontrolu atmosféry, komunikaci navenek a pomocí dvou solárních panelů také napájení stanice. Jeho součástí je v přední části i spojovací uzel s pěti porty, které budou složit k připojení dalších modulů stanice nebo pilotovaných lodí Šen-čou a automatizovaných nákladních lodí Tchien-čou, jeden z nich je určen k výstupům do volného prostoru. Také v zadní části modulu je jeden port.
Součástí modulu je dále robotický manipulátor o délce 10,2 metru. Se sedmi klouby, dvěma rameny a dvěma koncovými záchytnými mechanismy může manipulátor přenášet objekty o hmotnosti až 25 tun s přesností polohování menší než 5 cm. Kosmonauti budou používat manipulátor k pohybu po vnější straně vesmírné stanice při výstupech do volného prostoru, k přenášení vybavení pro experimenty a pro další účely. Menší z obou ramen se také během montáže stanice zapojí do přemístění dvou více než dvacetitunových laboratorních modulů Wen-tchien a Meng-tchien. Ty se musí při příletu z důvodu technických omezení při navádění připojit k základnímu modulu Tchien-che přes přední port jeho spojovacího uzlu (ve směru letu), ale jejich konečné umístění je na bočních portech (kolmo ke směru letu). Na potřebnou pozici je přenese právě robotický manipulátor.
Životnost modulu, jako i celé vesmírné stanice, se počítá minimálně na deset let.

## Průběh letu
Start rakety Dlouhý pochod 5B z kosmodromu Wen-čchang na jihočínském ostrově Chaj-nan proběhl 29. dubna 2021 v 11:23:15 místního času (03:23:15 UTC).
Po odpojení modulu začal základní stupeň rakety nekontrolovaně padat k zemi a nikdo nedokázal přesně určit datum, čas ani místo dopadu. Nakonec její zbytky, které podle serveru Space.com měli hmotnost asi 23 tun, dopadly 9. května 2021 v 02:24 UTC do Indického oceánu západně od souostroví Maledivy.
První lodí, která se k Tchien-che coby jádrovému modulu budoucí Vesmírné stanice Tchien-kung připojila, byla 29. května 2021 ve 21:01 UTC nákladní loď Tchien-čou 2 se zásobami pro první expedicí tří kosmonautů, jejichž úkolem bylo provést první kroky k zavedení rutinního provozu a kteří přiletěli o tři týdny později v lodi Šen-čou 12. Prvním modulem, který rozšířil vnitřní prostory a možnosti nové stanice, byl 24. července 2022 v 19:13 UTC připojený modul Wen-tchien.

### Přehled lodí a modulů připojených k TSS přes modul Tchien-che
Modul Tchien-che má na svém spojovacím uzlu celkem 5 portů umožňujících připojení jiného kosmického tělesa (kosmické lodě nebo dalšího modulu):
- přední port modulu – port na přídi stanice, mířící ve směru letu
- spodní modulu – port mířící směrem k Zemi
- pravý port modulu – port mířící vpravo od směru letu; v budoucnu k němu bude trvale připojen modul Wen-tchien
- levý port modulu – port mířící vlevo od směru letu; v budoucnu k němu bude trvale připojen modul Meng-tchien
- zadní port modulu – port na zádi

#### Lodě připojené přes přední port
| loď          | připojena  | odpojena      | dní       |
| ------------ | ---------- | ------------- | --------- |
| Šen-čou 12   | 17.06.2021 | 16.09.2022    | 91        |
| Tchien-čou 2 | 18.09.2022 | 05.01.2022    | 110       |
| Tchien-čou 2 | 05.01.2022 | 07.01.2022    | 2         |
| Tchien-čou 2 | 07.01.2022 | 27.03.2022    | 78        |
| Tchien-čou 3 | 20.04.2022 | 17.07.2022    | 88        |
| Wen-tchien   | 24.07.2022 | let pokračuje | dosud 951 |

#### Lodě připojené přes spodní port
| loď        | připojena  | odpojena      | dní        |
| ---------- | ---------- | ------------- | ---------- |
| Šen-čou 13 | 15.10.2021 | 15.04.2022    | 182        |
| Šen-čou 14 | 05.06.2022 | let pokračuje | dosud 1000 |

### Lodě připojené přes zadní port
| loď          | připojena  | odpojena      | dní        |
| ------------ | ---------- | ------------- | ---------- |
| Tchien-čou 2 | 29.05.2021 | 18.09.2021    | 111        |
| Tchien-čou 3 | 20.09.2021 | 19.04.2022    | 210        |
| Tchien-čou 4 | 10.05.2022 | let pokračuje | dosud 1026 |